# نادي سون هي
نادي سون هي الرياضي (بالصينية: 晨曦體育會) هو نادي كرة قدم هونغ كونغي يلعب حاليا في دوري هونغ كونغ الدرجة الأولى.
الملعب البيتي للفريق هو ملعب مونغ كوك ويسع 6،664 شخص.

## وصلات خارجية
- الموقع الرسمي
- على موقع www.the-afc.com